# Twardogóra (gmina)
Twardogóra – gmina miejsko-wiejska w województwie dolnośląskim, w powiecie oleśnickim. W latach 1975–1998 gmina położona była w województwie wrocławskim.
Siedziba gminy to Twardogóra.
Według danych z 13 grudnia 2009 gminę zamieszkiwało 13,011 osób. Natomiast według danych z 30 czerwca 2020 roku gminę zamieszkiwało 12,897 osób. Według danych z Gminy Twardogóra 31 grudnia 2023 roku gminę zamieszkiwało 12,409 osób.

## Struktura powierzchni
Według danych z roku 2018 gmina Twardogóra ma obszar 167,99 km², w tym:
- użytki rolne: 38%
- użytki leśne: 54%

Gmina stanowi 16% powierzchni powiatu.

## Demografia
Dane z 30 czerwca 2004:
| Opis                              | Ogółem | Ogółem | Kobiety | Kobiety | Mężczyźni | Mężczyźni |
| --------------------------------- | ------ | ------ | ------- | ------- | --------- | --------- |
| jednostka                         | osób   | %      | osób    | %       | osób      | %         |
| populacja                         | 12 878 | 100    | 6476    | 50,3    | 6402      | 49,7      |
| gęstość zaludnienia (mieszk./km²) | 76,7   | 76,7   | 38,5    | 38,5    | 38,1      | 38,1      |

- Piramida wieku mieszkańców gminy Twardogóra w 2014 roku[6].

## Ochrona przyrody
Na obszarze gminy znajduje się rezerwat przyrody Torfowisko koło Grabowna chroniący torfowisko o interesującej roślinności i stratygrafii.

## Sport
Na terenie gminy znajduje się Gminy Ośrodek Sportu i Rekreacji, który utrzymuje m.in. siłownię, boisko do piłki nożnej, salę gimnastyczną, basen, stadion lekkoatletyczny. Na terenie gminy istnieją kluby sportowe: "GKS Lotnik Twardogóra", ''Międzyszkolny Ludowy Klub Sportowy ECHO Twardogóra", ''Twardogórski Klub Strzelecki LOK HART'', czy ''Twardogórski Klub Karate-Do Shotokan Irezumi''.